# Calamități care au afectat Bucureștiul
De-a lungul istoriei au existat mai multe calamități care s-au abătut asupra Bucureștilor. Documentele au păstrat date numai despre o parte dintre acestea.

## Incendii

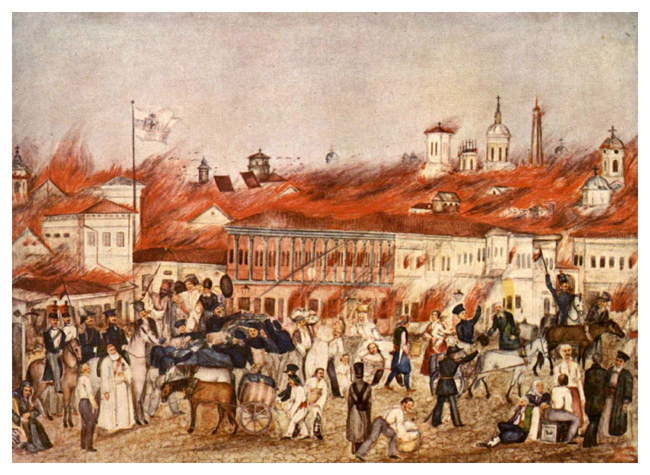
Incendiul din 1847, cel mai mare incendiu din București

Cele mai vechi însemnări despre „focurile” din București datează de la începutul secolului al XVII-lea însă ele se referă la incendii petrecute în secolul al XVI-lea. Manea Adrian descrie cum turcii au dat foc Bucureștiului de două ori: în timpul detronării domnitorului Mircea Ciobanul și în octombrie 1595 la retragerea lui Sinan Pașa, cînd biserica Sf. Gheorghe, ridicată în 1562, este incendiată.
La mijlocul secolului al XVIII-lea, bucureștenii foloseau apa din Dâmbovița sau din puțuri pentru stingerea incendiilor, care erau anunțate prin „tragerea clopotelor”. Incendiile se produceau destul de des pentru că în mahalalele Bucureștiului, casele erau construite din lemn și acoperite cu șindrilă sau trestie. Dintre incendiile mari din București, documentele menționează:
- Incendiul din 1704 cînd a ars Hanul Șerban Vodă, situat pe locul Băncii Naționale de astăzi
- Incendiul din 1719 cînd au ars Curtea domnească și mănăstirea Sf. Gheorghe.
- Incendiul din 1739 cînd focul a pornit de la gunoiul din curtea mănăstirii Sf.Sava. Biserica Colțea aflată în apropiere nu este foarte afectată fiind construită din piatră. Un manuscris de la Academia Română menționînd acest incendiu spune: „și atuncea au ars și mănăstirea (Colții) toată, cu spitalurile, cu spițăriia ce era de doftorii pentru săracii den spital și biserica și cu căte treale paraclisele și amvoanele și cu amăndoao pivnițele”. Au ars 137 de case, 5 chilii de biserici, 40 de măcelării și 9 părăvălii [1].
- Incendiul din 1766 cînd este distrus o parte din Tîrgul Cucului. În urma acestui foc, domnitorul Alexandru Ghica ia măsura ca în viitor prăvăliile să fie ridicate la 60 de colți depărtare de altă clădire.
- Incendiul din 13 septembrie 1804, focul a creat pagube mari, a distrus hanurile Sf. Gheorghe și Șerban Vodă și o parte din centrul orașului.
- Incendiul din 23 martie 1847[2][3][4][5], în ziua de Paști, cel mai mare incendiu consemnat din București. Focul a izbucnit de la casa culceresei Drugăneasca și s-a întins cu repeziciune în toată partea de est a orașului. Incendiu n-a putut fi stins timp de cîteva săptămîni. Cincisprezece oameni au pierit și mulți au căpătat arsuri. Conform raportului întocmit de șeful poliției Capitalei au fost distruse de foc în zona roșie (pe atunci Bucureștiul era împărțit administrativ în cinci culori) 130 case, 354 prăvălii cu etaj, 713 prăvălii fără etaj, 10 hanuri, 7 biserici, Bărăția iar în zona neagră 31 prăvălii cu etaj, 359 prăvălii fără etaj, 75 hanuri și 5 biserici. În total aproape 2000 de clădiri. După socoteala de atunci, publicată în „Vestitorul românesc” în 1847, pagubele au costat în jur de 55 de milioane de lei din care 20 de milioane casele și 35 de milioane lucrurile. Vestea incendiului a făcut înconjurul Europei și mai multe țări au trimis ajutor material. Țarul Rusiei, sultanul Turciei, domnitorul Gheorghe Bibescu, mitropolitul, boierii, negustorii și binevoitori de diferite naționalități au ajutat Capitala. Sumele strînse din subscripții publice din țară și trimise din străinătate s-au ridicat la peste 7 milioane de lei. Într-o listă a principalelor sume donate, pe primele 5 locuri se situează: domnitorul Țării Românești Gheorghe Bibescu 230.000 lei, sultanul Turciei 161.000 lei, domitorul Moldovei Mihail Sturdza 35.775 lei, fostul domitor al Serbiei Miloș Obrenovici 31.500, pitarul Evanghelie Zappa 31.500 lei [6].

În 1847 se înființează serviciul de pompieri. Pînă în acest an, cei care ajutau la stingerea incendiilor erau voluntarii, în general cetățenii care locuiau în apropiere. Nu s-au mai înregistrat incendii catastrofale pentru oraș.

## Cutremure

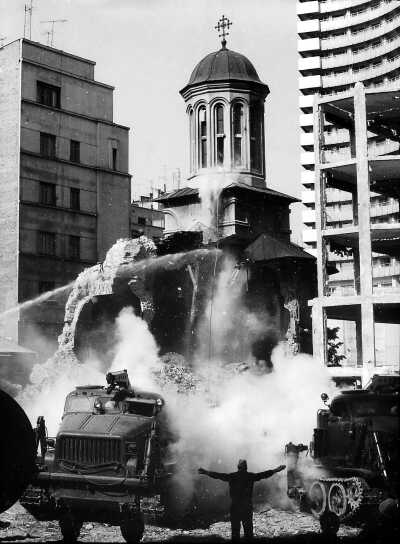
Cutremurul din 1977: biserica Enei

Prima însemnare documentară a unui cutremur petrecut în București datează din timpul domnitorului Șerban Cantacuzino, din 8 august 1681. Cutremurul din 1738 din timpul domniei lui Constantin Mavrocordat a stîrnit panică și este menționat în mai multe surse. Cronicarul Constantin Dapontes scrie că în ziua de miercuri 31 mai la orele 3 și jumătate dimineața zidurile Palatului domnesc s-au crăpat; într-o însemnare grecească apare că în luna mai 1738 s-a întîmplat un „cutremur foarte cumplit” iar pe un ceaslov o altă însemnare menționează că în 31 mai, la ora 3 dimineața pămîntul s-a cutremurat și chiar „s-au despicat și au eșit apă cu miros de iarbă de pușcă și de pucioasă”.
Mai sînt menționate cutremurele din octombrie 1771, din 1787, din 26 martie 1789, din 1793 și din 1798.
Secolul al XIX-lea aduce două cutremure mari.
Cutremurul din 26 octombrie 1802, cu magnitudinea moment de 7,9  pe care însemnările îl numesc cutremurul cel mare și care a avut epicentrul în Vrancea. La București, cutremurul a durat 2 minute și jumătate , a făcut 600 de victime umane  (populația de atunci a Bucureștiului era de 30.000 de oameni), s-au dărîmat mai multe clădiri iar altele au crăpat puternic. Jumătate din Turnul Colței s-a dărîmat, edificiul cel mai înalt al Țării Românești, de două ori mai înalt decît edificiul cel nou construit.
Cutremurul din 11 ianuarie 1838 despre care ziarul „România” spune că a avut loc la ora nouă fără un sfert seara. Domnitorul Alexandru Ghica, care se afla la teatru în timpul cutremurului, a vizitat mai multe părți ale Capitalei. Raporul întocmit de prefectul poliției arată că au fost 8 morți, 14 răniți, 36 case dărîmate în întregime și multe cu stricăciuni serioase.
Mai este menționat cutremurul din 14 noiembrie 1829 descris în „Curierul român” cu o durată de un minut și despre care dascălul de la Batiștea scria „cu puțin lucru  nu s-a potrivit cu cutremurul din leatul 1802 octombrie 14”. De asemenea, este menționat cutremurul din 31 august 1894.
Secolul XX aduce și el două mari cutremure. Cutremurul din 1940 produs la ora 3.39 în dimineața zilei de 10 noiembrie care a avut o intensitate de 7,4 grade pe scara Richter și în timpul căruia s-a prăbușit cea mai înaltă construcție de beton armat din România, blocul Carlton, situat la intersecția Străzii Regale cu bulevardul Bălcescu. Printre victimele de la blocul Carlton s-a numărat și compozitorul I.Vasilache. După cutremurul din 1940 au apărut primele norme seismice în construcția clădirilor, norme publicate în Monitorul Oficial din 1943 . Cutremurul din 4 martie 1977 produs la ora 21:22, a avut o intensitate de 7,2 grade pe scara Richter și a făcut 1.424 de victime în București (1.578 în toată țara). O serie de personalități ale vieții culturale au căzut victime acestui cutremur.

## Inundații

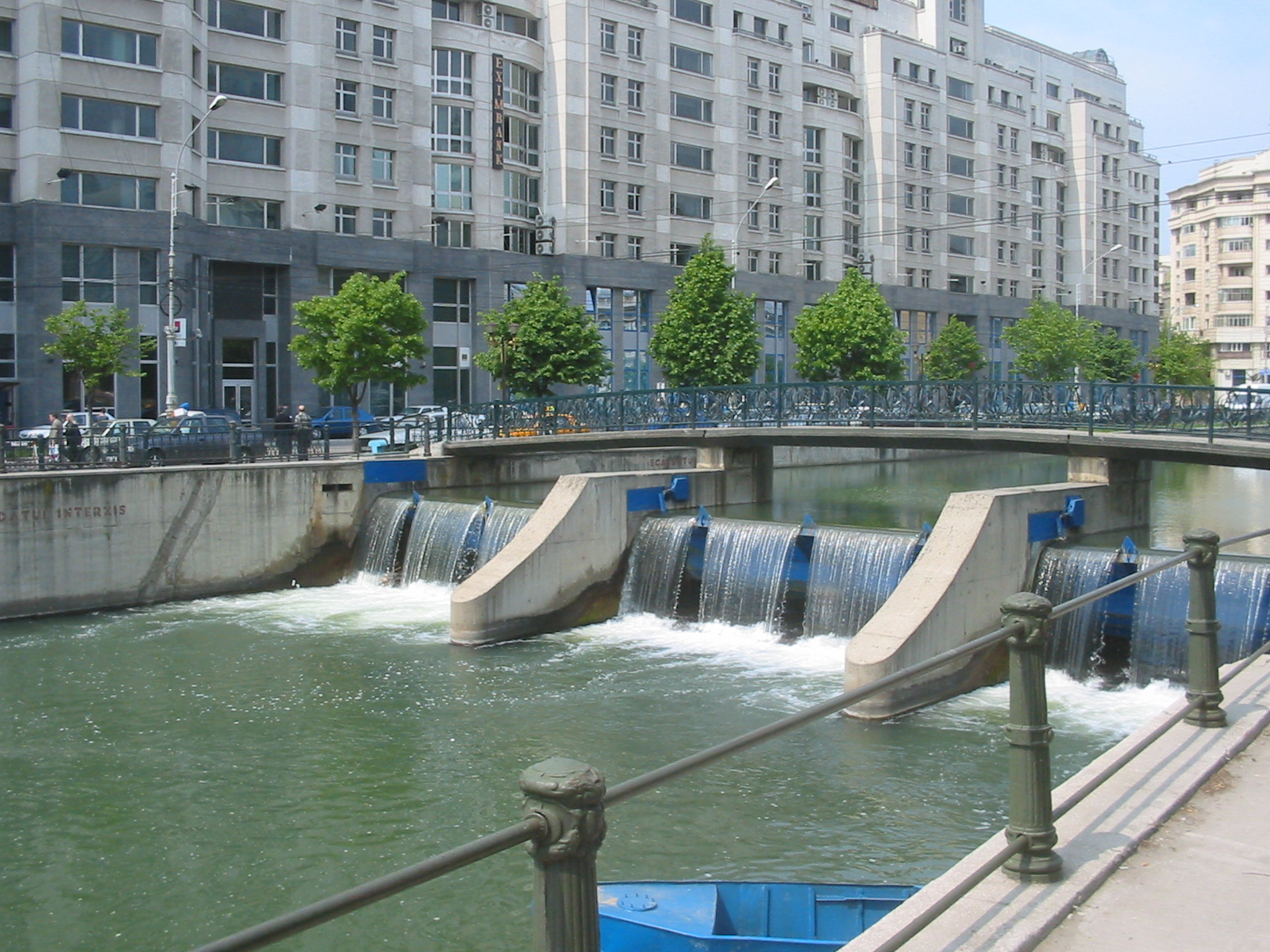
Dâmbovița, mai 2005

Informații bazate pe documente despre inundațiile din București au apărut relativ tîrziu, pentru că Bucureștiul n-a fost așezat de la început în imediata apropiere a Dâmboviței. Odată cu mărirea orașului au apărut și  documente despre revărsările rîului.
În primăverile și toamnele ploioase sau cînd topirea zăpezilor se făcea brusc, Dâmbovița făcea pagube importante pentru bucureșteni. O altă cauză a revărsărilor era faptul că la intrarea și la ieșirea apei în și din oraș, erau numeroase mori pe albia Dâmboviței. Morile potoleau într-o măsură oarecare apa rîului dar exercitau și o presiune la suprafața apei, împingînd-o peste maluri. Prima însemnare documentară despre o inundație mai mare provine din timpul domnitorului Gheorghe Duca .
În timpul domniei lui Alexandru Moruzi se iau măsuri pentru repararea podurilor de peste Dâmbovița, poduri care erau șubrezite și amenințau să se prăbușească. Cele patru poduri au intrat în reparații: podul de la Șerban-Vodă în 1793, podul de la Gorgani în 1794, podul de la Cotroceni în 1794, podul de la mănăstirea Sf.Ioan în 1795 .
După inundația din 1814, pentru protejarea orașului, boierii hotărăsc „să se facă zăgaz țapăn umplut cu pămînt înalt de șase palme domnești și lat de doi stînjeni”. Suma necesară pentru această lucrare împreună cu terminarea șanțurilor de-a lungul Dîmboviței începute de pe vremea lui Alexandru Ipsilanti se ridică la 12.135 de taleri ; suma urma să fie strînsă de la stăpînii care dețineau moșii pe malul rîului. Cu toate măsurile, inundațiile au continuat iar în 1837 șapte mahalale au fost inundate. Cu toate că de-a lungul timpului au fost nenumărate inundații în București, trei dintre aceste au făcut pagubele cele mai mari:

Inundația din martie 1862 cînd vremea ploioasă și călduroasă au dus la un dezgheț brusc; Capitala a fost acoperită de ape din Grozăvești pînă la Grădina Cișmigiu . Fiecare sinistrat a primit 135 de lei.
Inundația din mai 1864 cînd au fost inundate mahalalele Antim, Broșteni, Izvor iar apele au atins doi metri . S-au acordat ajutoare de urgență constînd în alimente și bani. Mihail Kogălniceanu care era ministru de interne a cerut deschiderea de subscripții.

Inundația din martie 1865 a fost cea mai dezastruoasă inundație din secolul al XIX-lea, care a afectat nu numai Capitala ci întreaga țară. În unele părți ale Bucureștiului, apa a atins nivelul de trei metri. Numărul sinistraților a fost foarte mare, circulația s-a întrerupt, aprovizionarea cu apă potabilă și alimente s-a desfășurat greoi. S-a început o puternică campanie în ziarele vremii împotriva guvernului, acuzat de lipsa de măsuri în ajutorul populației, nepricepere și necinste . Este votată legea pentru desființarea morilor și zăgazurilor de pe apa Dîmboviței; lucrările prevăzute în lege încep imediat dar ritmul este lent, cu termene amînate, cu lucrări superficiale .
Canalizarea Dîmboviței începe la sfîrșitul anului 1880 și cu toate că lucrările au fost terminate, o ultimă inundație are loc în 1892 cînd sînt afectate cartierele Grozăvești, Cărămidari și Cotroceni; Grădina Botanică a fost distrusă aproape în întregime.

## Ciumă

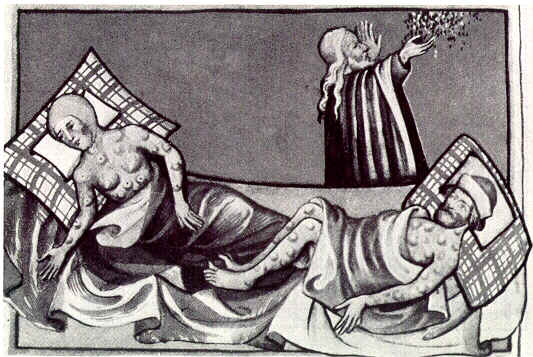
Ilustrație a morții negre în Biblie (1411)

În istoria Bucureștiului au existat mai multe epidemii de ciumă. Din secolul al XV-lea ele apar și în însemnări. Astfel, în timpul lui Gheorghe Duca apare ciuma din 1676; domnitorul se retrage la moșia comisului Vlad Cocorescu, caimacamii părăsesc și ei Capitala pînă în primăvara anului 1677 cînd ciuma încetează. A fost creată breasla cioclilor,  un corp de oameni bine plătiți care proveneau din rîndurile foștilor ciumați despre care se spune că sînt imuni, breslă care  strîngea morții, îi îngropa și curăța orașul. Ciuma revine în București în mai multe rînduri: în 1689, 1718, 1730. În 1730 domitorul Nicolae Mavrocordat cade victimă epidemiei de ciumă și este înmormîntat lîngă mănăstirea Văcărești 
În 1735 domitorul Grigore Ghica înființează spitalul Pantelimon care avea și o secție specială pentru ciumați iar în 1752 fixează corpul cioclilor la 20 sub conducerea unui căpitan și le hotărăște următoarele atribuții: îngrijirea ciumaților, ridicarea și transportarea la spital, izolarea, dezinfectarea caselor, cercetarea mahalalelor pentru a găsi bolnavi. Printre cioclii erau și femei iar breasla era scutită de dări. Începînd cu anul 1786, din cauza nelegiuirilor pe care începuseră să le facă cioclii, se hotărăște ca aceștia să fie însoțiți de departe de un zapciu care să vegheze să nu se întîmple nimic bolnavului . 
În 1792 apare o nouă epidemie de ciumă în București extinsă în toate mahalalele cu excepția celei din Mihai Vodă. 
În 1812 în timpul domnitorului Ioan Caragea izbucnește cea mai puternică epidemie de ciumă din țară, cunoscută sub denumirea de „ciuma lui Caragea”. Cifra vehiculată este de 90.000 de decese în toată țara. Boala s-a stins în 1813 dar nu de tot, au existat izbucniri lente cînd și cînd. Ultima mare epidemie de ciumă a fost cea începută la sfîrșitul anului 1828 și care a durat pînă la jumătatea anului 1830. Bilanțul a fost de 26.302 morți civili, 9.557 de militari.
După această dată, ciuma a apărut rar în București și a fost lipsită de violență iar după 1850, Capitala nu mai cunoaște această boală.